# Japan Automobile Manufacturers Association
Japońskie Stowarzyszenie Producentów Samochodów (一般社団法人　日本自動車工業会, Ippan Shadanhōjin Nihon Jidōsha Kōgyō-kai) lub JAMA (ang. Japan Automobile Manufacturers Association) – stowarzyszenie handlowe z główną siedzibą w Minato (Tokio). Powstało w kwietniu, 1967 roku i służy jako platforma, dla producentów samochodów z Japonii, do dzielenia technologii i metod zarządzania. Obecnie posiada 14 członków, produkujących nie tylko samochody osobowe, ale również samochody ciężarowe i motocykle. Stowarzyszenie zajmuje się również produkcją i dystrybucją części samochodowych na cały świat.

## Członkowie
- Toyota Motor Corporation
- Nissan Motors
- Honda
- Mitsubishi Motors Corporation
- Suzuki Motor Corporation
- Mazda Motor Corporation
- Daihatsu Motor
- Hino Motors
- Subaru
- Isuzu Motors
- Nissan Diesel Motor Company
- Mitsubishi
- Kawasaki
- Yamaha